# Vocabulaire indo-européen
Voici une liste des principales racines indo-européennes, avec leurs correspondants dans toutes les grandes familles de langues indo-européennes. On utilise les conventions suivantes :